# Astrapia nigra
El ave del paraíso de las Arfak o ave del paraíso negra (Astrapia nigra) es una especie de ave paseriforme de la familia Paradisaeidae endémica de las montañas Arfak en la península de Doberai, Papúa Occidental. Su dieta se compone principalmente de frutos de pandanus.
Al estar protegido por su aislamiento geográfico y vivir en bosques no perturbados, es clasificado como de preocupación menor en la Lista Roja de Especies Amenazadas de la UICN. También está listado en el Apéndice II de la CITES.